# Gas lacrimogen
Un  gas lacrimogen  és un tipus d'arma química. Els gasos lacrimògens van ser utilitzats durant la Primera Guerra Mundial (1914-1918) i en l'actualitat poden arribar a ser disparats contra la població civil per provocar llagrimeig, irritació i ceguesa temporal. Els compostos químics utilitzats més habitualment són el bromur de benzil o el gas CS (clorobenzilidè malononitril).
Els efectes a curt i llarg termini dels gasos lacrimògens no estan ben estudiats. La literatura publicada revisada per parells consisteix en proves de menor qualitat que no estableixen causalitat. Cal una investigació més rigorosa. L'exposició als gasos lacrimògens pot produir nombrosos efectes sobre la salut a curt i llarg termini, com ara el desenvolupament de malalties respiratòries, lesions oculars greus i malalties (com ara l'òptica traumàtica), neuropatia, queratitis, glaucoma i cataractes), dermatitis, danys dels sistemes cardiovascular i gastrointestinal i mort, especialment en casos d'exposició a altes concentracions de gas lacrimògen o aplicació de gasos lacrimògens en espais tancats.

## Composició
Qualsevol compost químic que produeixi aquests efectes es pot considerar lacrimogen, però "agent de control antiavalots" o "gas lacrimogen" implica un producte químic lacrimogen escollit per la seva baixa toxicitat i per no ser letal.
Aquests productes químics s'utilitzen per dispersar un aldarull, ja que poden produir ràpidament irritació o incapacitació sensorial, que no deixen efectes permanents, encara que les seves conseqüències duren unes hores. També es poden utilitzar en la guerra química, encara que el seu ús en guerra és una violació de la Convenció Sobre Armes Químiques.
El gas lacrimogen és un terme general per a qualsevol compost químic que s'utilitzi per incapacitar temporalment mitjançant la irritació dels ulls i/o del sistema respiratori. El gas lacrimogen s'utilitza com a aerosol de mà o en forma de granada. És àmpliament utilitzat per les forces policials per dominar la gent durant un arrest o una situació de disturbi. Per combatre els seus efectes cal tirar-se a la cara hidrogencarbonat de sodi amb llimona o bé gasosa per combatre l'ardor del gas. També es pot beure llet per contrarestar la cremor a la boca i a la gola.
Gasos lacrimògens populars són els irritants oculars CS, CN i CR, i l'irritant respiratori aerosol de pebre. Aquests gasos se solen disparar en pots que emeten gas a un ritme fix.

## Protocol de protecció personal
En cas de veure's afectat de forma real o potencial per aquest tipus d'armes, cal conèixer les mesures utilitzades per mantenir el control de la situació. No existeix cap protocol unificat, però se solen donar diversos consells:
- Abans que el gas arribi al cos, protegir el nas i la boca amb un drap amarat de vinagre.[10][11][12]
- Evitar que el gas arribi als ulls, portant ulleres de busseig, o, en tot cas, ajupir-se cap a terra, ja que el gas es dissipa cap amunt.
- Generalment, la bomba pot dirigir-se a altres parts del cos, tot i que cal protegir-se les mans amb un drap humit gruixut o amb guants de protecció, ja que la bomba s'escalfa fins a aconseguir altes temperatures. A més, cal considerar que qui la rebi es veurà envoltat de gas de forma momentània.

## Riscs
Igual que amb totes les armes no letals o menys letals, hi ha el risc de lesions permanents greus o la mort quan s'utilitzen gasos lacrimògens. Això inclou els riscos de ser colpejat per cartutxos de gas lacrimogen que poden causar hematomes severs, pèrdua de la vista o fractura de crani, la qual cosa resulta en una possible mort immediata. També es té constància d'un cas de lesió vascular greu per projectils de gas lacrimogen a l'Iran, amb altes taxes de lesió nerviosa associada (44%) i amputació (17%), així com casos de lesions al cap en alguns joves.< Noves evidències suggereixen que els canvis menstruals són un dels problemes de salut més comunament reportats en el cas de les dones.
Tot i que les conseqüències mèdiques dels gasos en si es limiten típicament a una inflamació lleu de la pell, també són possibles complicacions més tardanes. Les persones amb afeccions respiratòries preexistents, com l'asma, corren un risc especial. És probable que necessitin atenció mèdica i, de vegades, poden requerir hospitalització o fins i tot assistència respiratòria. L'exposició de la pell al CS pot causar cremades químiques o induir dermatitis al·lèrgica per contacte. Quan les persones són copejades a boca de canó o estan greument exposades, les lesions oculars que impliquen cicatrius a la còrnia poden provocar una pèrdua permanent de l'agudesa visual. Els nivells alts o freqüents d'exposició comporten un risc més gran de malaltia respiratòria.
En les protestes xilenes dels anys 2019 i 2020 diverses persones van patir una pèrdua total i permanent de la visió en un o tots dos ulls com a resultat de l'impacte de magranes de gas lacrimogen.
La majoria (2116; 93,8%) dels manifestants que van informar haver estat exposats a gasos lacrimògens durant les protestes de 2020 a Portland, Oregon (EUA) van informar problemes de salut físics (2114; 93,7%) o psicològics (1635; 72,4%) que van experimentar immediatament després (2105; 93,3%) o dies després (1944; 86,1%) de l'exposició. La majoria (1233; 54,6%) dels enquestats que van informar haver estat exposats a gasos lacrimògens durant les protestes del 2020 a Portland, Oregon (EUA) també van informar que van rebre o van planejar buscar atenció mèdica o mental per als seus problemes de salut relacionats amb els gasos lacrimògens. S'ha demostrat que els problemes de salut associats amb l'exposició al gas lacrimogen sovint requereixen atenció mèdica.

## Galeria

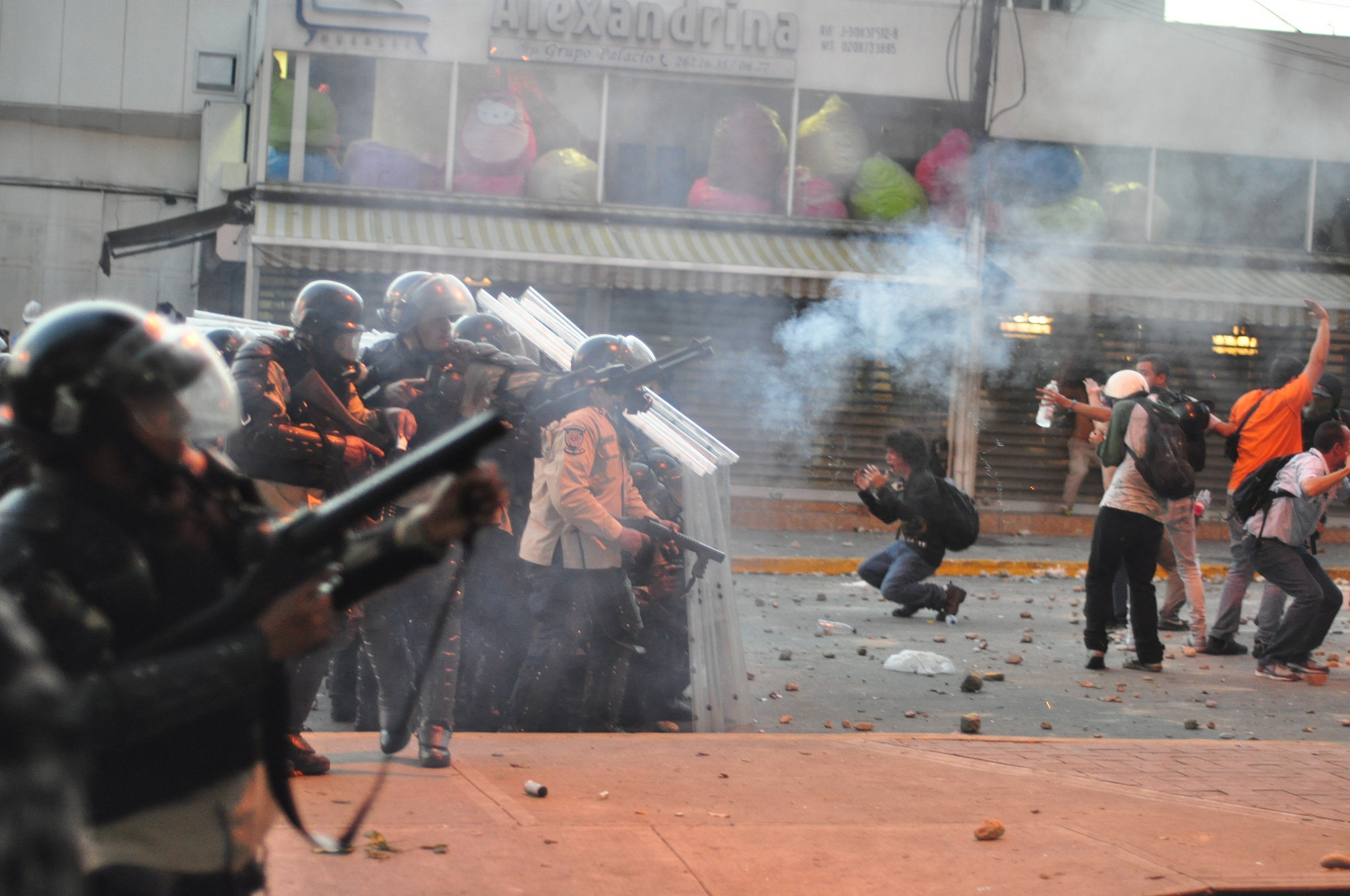
Es van llançar gasos lacrimògens per dispersar els manifestants fora de la seu del govern durant les protestes de Hong Kong de 2014 el 28 de setembre de 2014
- S'utilitzen gasos lacrimògens contra manifestants de l'oposició durant les protestes veneçolanes de 2014
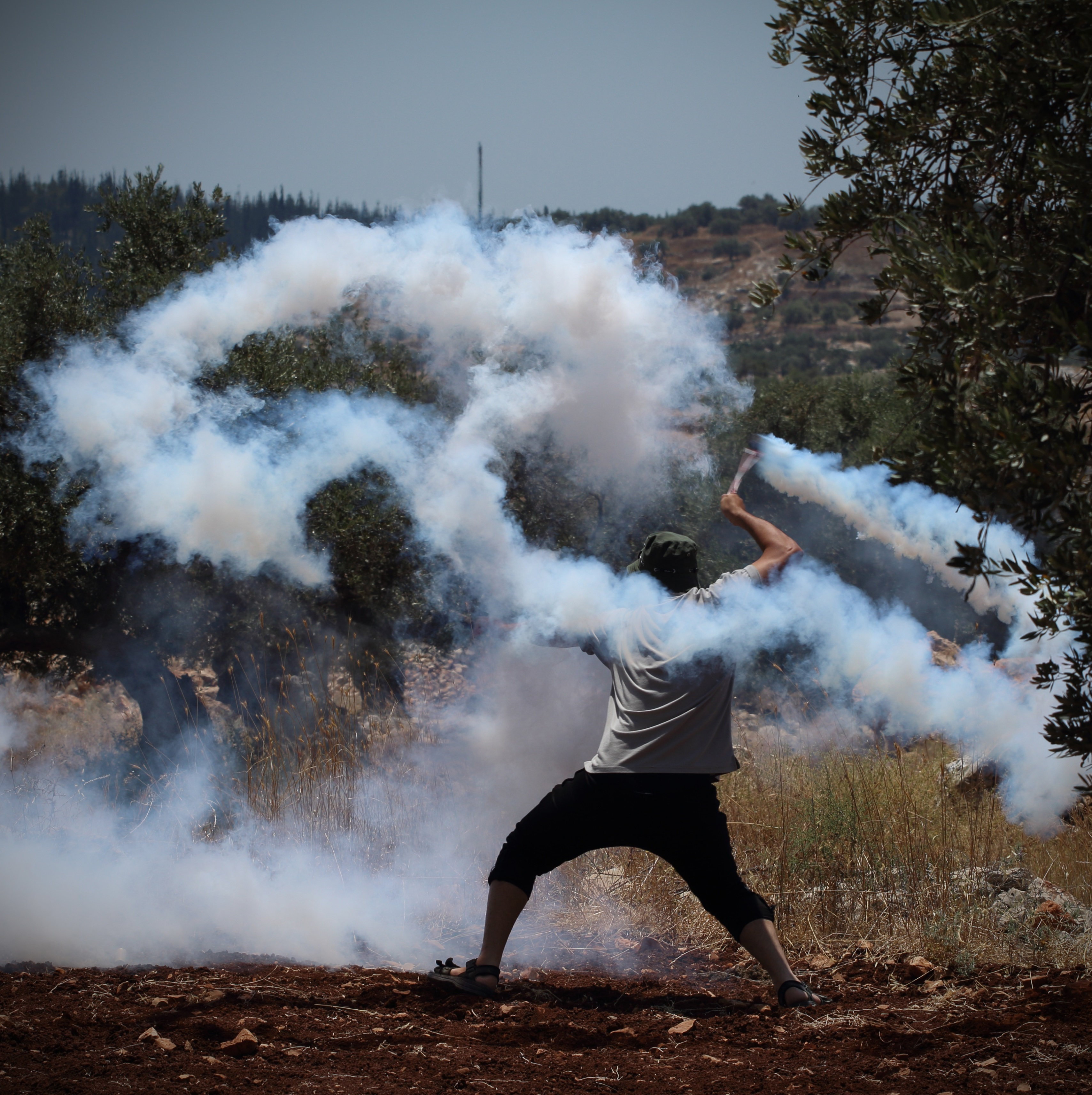
Un manifestant utilitza una fona per enviar una granada de gas lacrimògena cap a les soldats israelians durant una protesta setmanal del palestí a Ni'lin, juliol de 2014
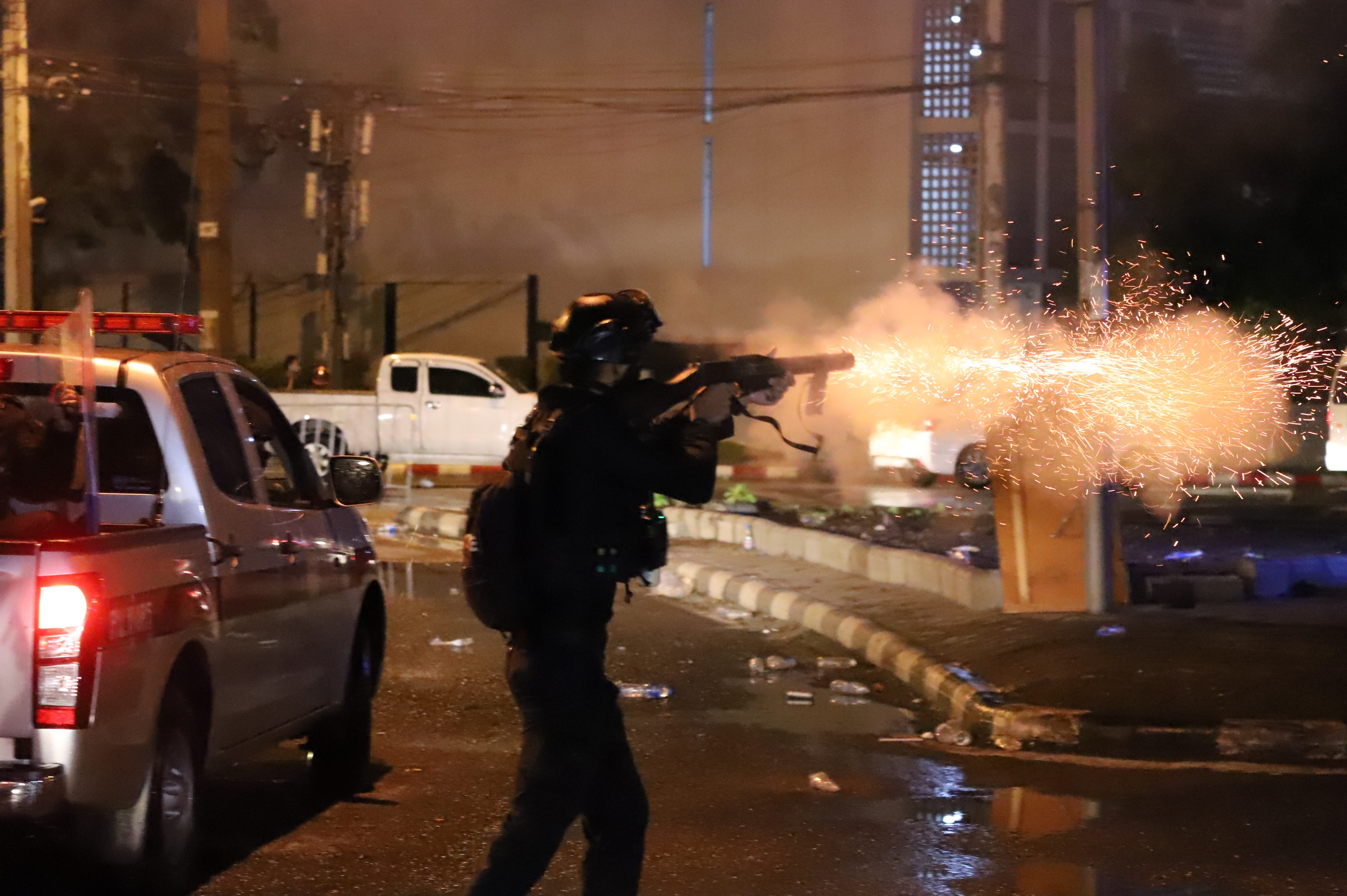
La Policia antidisturbis dispara gasos lacrimògens a manifestants antigovernamentals durant les Protestes de Din Daeng l'agost de 2021